# 도원초등학교 (경기)
도원초등학교는 대한민국 경기도 부천시에 있는 공립 초등학교이다.

## 학교 연혁
- 1986. 09. 06 송내국민학교 설립 인가
- 1987. 03. 01 초대 김선용 교장 취임
- 1987. 05. 01 개교식 거행(14학급: 1-3학년)
- 1988. 04. 22 도원국민학교로 개명
- 1991. 02. 13 제1회 졸업식 거행(213명)
- 1996. 03. 01 도원초등학교 교명 변경
- 2000. 11. 23 경기도교육청지정 교실수업개선 시범교육청 중심학교 선정
- 2004. 05. 01 교육인적자원부 지정 사회복지사 활용 연구학교 지정
- 2008. 03. 01 경기도교육청지정 영재학급 운영교 재지정
- 2009. 03. 01 교육복지우선지원사업 학교 지정
- 2013. 02. 15 제23회 졸업식 거행(191명)
- 2013. 03. 01 24학급 편성(특수학급 1학급)
- 2013. 03. 01 제10대 손정기 교장 취임
- 2014. 02. 14 제24회 졸업식(133명)
- 2014. 03. 01 23학급 편성(특수학급 1학급)
- 2014. 09. 01 제11대 유영찬 교장 취임
- 2015. 02. 13 제25회 졸업식(114명)
- 2015. 03. 11 19학급 편성(특수학급 1학급)

## 참고 자료
- 도원초등학교 - 한국교육학술정보원 학교알리미